# 이클립스 재단
이클립스 재단(Eclipse Foundation)은 비영리 단체로서, 유명한 오픈 소스 기반의 통합 개발 환경인 이클립스를 개발하는 커뮤니티를 지원하는 조직이다. 본 재단의 목적은 IT 기반환경을 제공하고 지식 재산권(이클립스 공중 허가서, EPL)을 관리하며 개발 커뮤니티를 지원하며 개발 생태계를 발전시키는 데 있다.

## 역사
이클립스 프로젝트는 2001년 11월에 IBM에 의해 시작되었으며 여러 소프트웨어 제작사들의 지원을 받아왔다. 2003년 말에는 지원 회사들이 80개가 넘었고 2004년 2월 2일에 이클립스 컨소시엄은 비영리 단체를 설립하기로 결정하였고 독립적인 개발 커뮤니티로서 발전하게 되었다.

## 참고 문헌
1. ↑  
“About the Eclipse Foundation”. 2013년 1월 22일에 확인함.

## 같이 보기
- 이클립스 공중 허가서